# لطفية النادي
لطفية النادي هي طيَّارة مصرية، سويسرية وُلدت عام 1907، وتعد أول امرأة من قارة أفريقيا تحصل على إجازة الطيران في عام 1933، وكان رقمها 34 أي لم يتخرج قبلها على مستوى المملكة المصرية سوى 33 طيارًا فقط جميعهم من الرجال، وبذلك تصبح أول فتاة مصرية عربية أفريقية تحصل على هذه الإجازة. علاوة على ذلك، تعد لطفية أول امرأة مصرية تقود طائرة بين القاهرة والإسكندرية، وثاني امرأة في العالم تقود طائرة منفردة؛ إذ تمكنت من الطيران بمفردها بعد ثلاث عشرة ساعة من الطيران المزدوج مع «مستر كارول»، كبير معلمي الطيران بالمدرسة في مطار ألماظة، فتعلمت في 67 يومًا. وقد تلقت الصحافة الدعوة لحضور الاختبار العملي لأول طيارة «كابتن» مصرية في أكتوبر 1933.

## نشأتها
لطفية النادي من مواليد 29 أكتوبر 1907، كان والدها يعمل بالمطبعة الأميرية وكان يرى أن الدراسة للبنت يجب ألا تتعدى بالمرحلة الابتدائية بعكس الأم التي رأت أن تعليم الفتاة ضرورة حتى نهاية المطاف، لأن الأم هي مصنع الرجال.
التحقت لطفية «بالأمريكان كولدج» وقرأت في يوم من الأيام عن الطيران وتشجيع الفتاة المصرية لدخول هذا المجال، كانت مدرسة الطيران وقتها في أوائل نشأتها عام 1932 وكل الذي يلتحق بها من الرجال فقط، فكرت «لطفية» لماذا لا تلتحق بالدراسة فيها! 
رفض والد لطفية أفكارها لتعلم الطيران، ولم تكن تملك نقودًا. بإصرار وبحث عن البدائل لجأت إلى «كمال علوي»، مدير عام مصر للطيران آنذاك، وعندها فكّر بالأمر وطلب منها أن تعمل في مدرسة الطيران وبمرتب الوظيفة يمكنها سداد المصروفات.

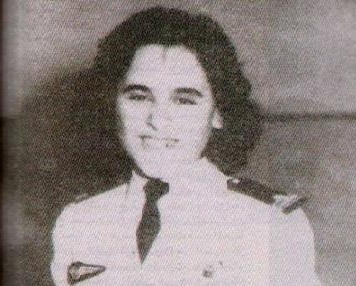
لطفية النادي وهي صغيرة

وافقت لطفية على ذلك وعملت سكرتيرة بمدرسة الطيران، وكانت تحضر دروس الطيران مرتين أسبوعيًا دون علم والدها، تعلمت الطيران مع زملاء لها على يد مدربين مصريين وإنجليز في مطار ألماظة بمصر الجديدة، وكانت الشابة الوحيدة بينهم، وحظيت باحترامهم وتقديرهم. في الوقت نفسه، كانت تعمل في مطار ألماظة بغرض الحصول على المال لتمويل تعلمها الطيران.
لجأت لطفية إلى الكاتب الصحفي أحمد الصاوي صاحب العمود الصحفي الشهير «ما قل ودل» والذي كان ينشر بجريدة الأهرام؛ وقالت له: «عاوزة اتعلم طيران». كان رد الصاوي: «أنتي لسه صغيرة، ولازم موافقة أهلك». وما كان منها إلا أن أحضرت والدتها، وقالت الوالدة: «إن التحاق لطفية مشروط بعدم دفع مليم واحد للدراسة لأن والدها إن علم بالأمر، أو حدث لها أي مكروه هيقول أنت اللي قتلتيها».
سلكت لطفية كل الطرق ودقت كل الأبواب لتحقيق هدفها؛ إذ ذهبت لطفية إلى كمال علوي مدير عام مصر للطيران وقتها، وعرضت عليه الأمر ورحب بها بمدرسة الطيران لتكون فاتحة خير لالتحاق أُخريات؛ وفي نفس الوقت هي دعاية طيبة للمدرسة، وقال لها: «تعملين في المدرسة وبالمرتب تسددين المصروفات». وبالفعل عينت عاملة [تليفون وسكرتيرة بالمدرسة.

## رحلتها مع الطيران

### حصولها على رخصة الطيران

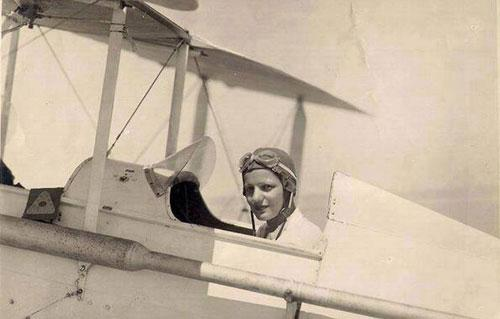
لطفية النادي وهي تقود إحدى الطائرات

توجت مجهودات لطفية بحصولها على إجازة الطيران عام 1933، 
وكان رقمها 34؛ أي لم يتخرج قبلها على مستوى المملكة المصرية سوى 33 طيارًا فقط جميعهم من الرجال، وكانت بذلك أول فتاة مصرية عربية أفريقية تحصل على هذه الإجازة. عملت لطفية سكرتيرة بمدرسة الطيران وكانت تحضر دروس الطيران مرتين أسبوعيًا دون علم والدها إلى أن حصلت على إجازة «طيار أ» مدرب بتاريخ 27 سبتمبر 1933.
بذلك تكون هذه الفتاة الصغيرة الحالمة أول فتاة عربية أفريقية تحصل على هذه الإجازة وعمرها 26 ربيعًا؛ لتحقق بذلك حلمها بالطيران بمفردها، ونشرت الصحف هذا الخبر مع صور تم التقاطها لها مما أثار غضب والدها. حتى تقوم بإرضاء والدها اصطحبته معها في الطائرة وحلقت به فوق القاهرة والأهرامات عدة مرات، ولما رأى جرأتها وشجاعتها ما لبث أن أصبح أكبر المشجعين لها. كان مدرسها ومعلمها «كارول الفرنسي» يعاملها كالطفلة وقالت عنه: «كان يخاف على جدا» وأضافت مقولته: «مش عاوز نفسك تتكبر بعد ما أصبحت أول فتاة مصرية تتعلم الطيران، لا تفعلي مثل إيمي جونسون التي تكبرت على والديها بعد ما أصبحت طيارة».

### الطيران بمفردها
في عامها السادس والعشرين، كانت أول امرأة مصرية تقود طائرة بين القاهرة والإسكندرية، وثاني امرأة في العالم تقود طائرة منفردة، إذ تمكنت من الطيران بمفردها بعد ثلاث عشرة ساعة من الطيران المزدوج مع «مستر كارول»، كبير معلمي الطيران بالمدرسة، فتعلمت في 67 يوماً. وقد تلقت الصحافة الدعوة لحضور الاختبار العملي لأول طيارة «كابتن» مصرية في أكتوبر 1933.

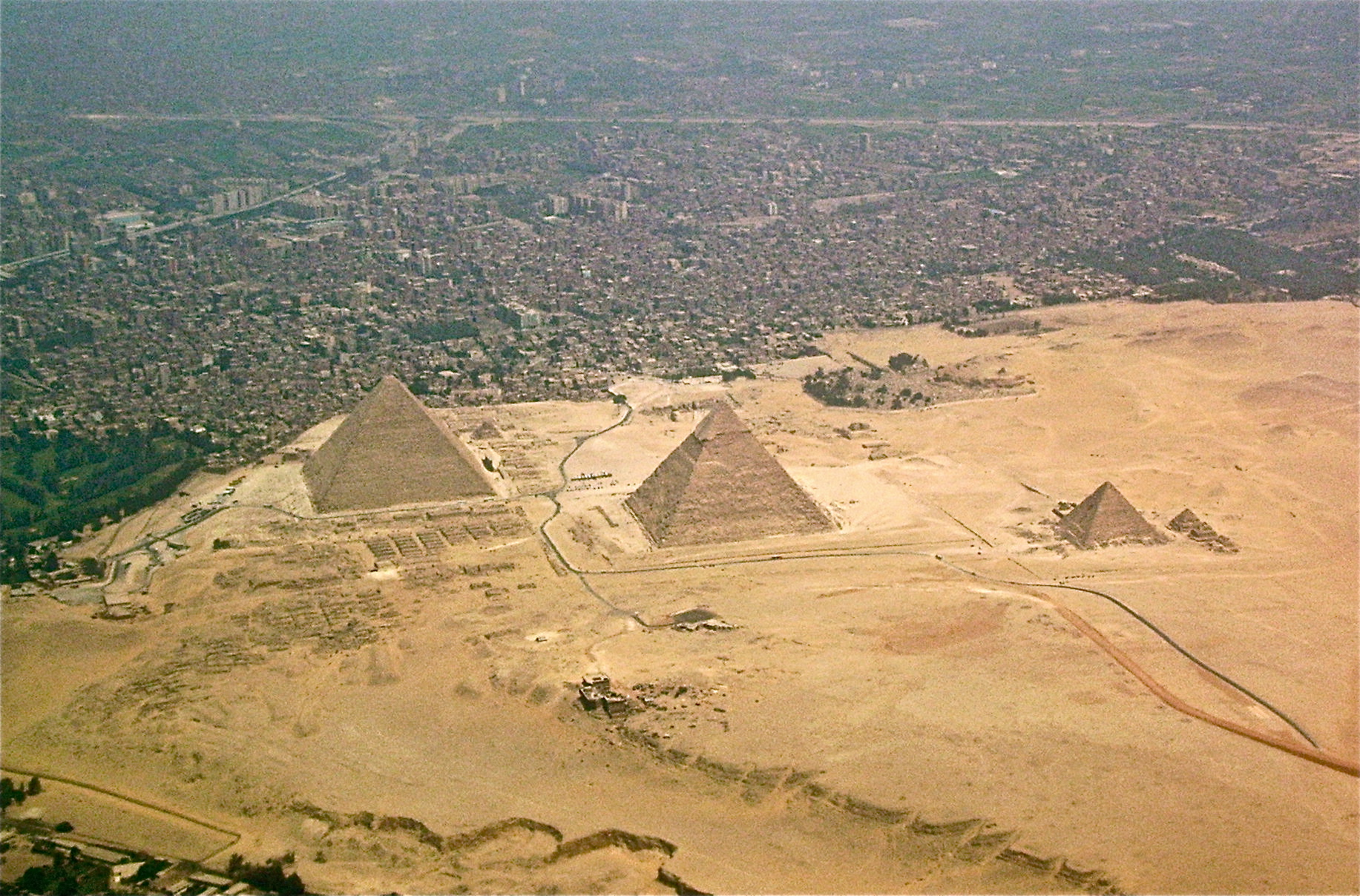
صورة جوية لأهرامات الجيزة

ومن أجمل لحظات عمرها -على حد قولها- عندما أخذت والدها في الطائرة، وقادت به فوق القاهرة ثم ذهبت إلى الجيزة والتفت بالطائرة حول الأهرامات وأبي الهول، ولما رأى جرأتها وشجاعتها قام بتشجيعها واحتضانها.

### مؤتمر الطيران الدولي
قام نادي الطيران بدعوة مؤتمر الطيران الدولي للانعقاد في مصر ليناقش أحوال الطيران وقوانينه ولوائحه ثم يقوم بامتحان مهارات الطيار ومدي كفاءته واشترك في هذا السباق 62 طيارًا من مختلف الجنسيات بطائراتهم الخاصة وكان منهم مصريان: أحمد سالم ومحمد صادق. شاركت لطفية في الجزء الثاني من سباق الطيران الدولي وهو سباق سرعة بين القاهرة والأسكندرية، حيث بدأ السباق في 19 ديسمبر 1933. خلال هذا السباق، تربعت لطفية على طائرة من طراز جيت موث الخفيفة بمحرك واحد ومتوسط سرعة 100 ميل في الساعة، وكانت أول من وصل إلى نقطة النهاية رغم وجود طائرات أكثر منها سرعة.
فازت لطفية النادي بالمركز الأول في سباق الأسكندرية ولكن تعسف لجنة التحكيم التي كان معظمها إنجليز سحبوا منها النتيجة بحجة أن الطائرة لم تمر إلا على خيمة واحدة في المكان المحدد للعودة من الأسكندرية والموجود خيمتان. كان الملك فؤاد منتظرًا النتيجة ليحزن عندما عرف بعدم تأهلها وقال لها: «هذه أول مرة يحدث في مصر هذا وأعطوها جائزة شرف قدرها 200 جنيهًا مصريًا». كذلك أرسلت لها هدى شعراوي برقية تهنئة تقول فيها: «شرّفت وطنكِ، ورفعت رأسنا، وتوجت نهضتنا بتاج الفخر، بارك الله فيكِ».

## مساندة هدى شعراوي لها
تولت هدى شعراوي مشروع اكتتاب من أجل شراء طائرة خاصة للطفية، لتكون سفيرة لبنات مصر في البلاد التي تمر بأجوائها أو تنزل بها، وتبين للجميع مقدرة المرأة المصرية على خوض جميع المجالات. كانت قد فتحت الباب لبنات جنسها لخوض التجربة فلحقت بها «دينا الصاوي»، و«زهرة رجب»، و«نفيسة الغمراوي»، و«لندا مسعود» أول معلمة طيران مصرية، و«بلانش فتوش»، وعزيزة محرم، و«عايدة تكلا»، و«ليلى مسعود»، و«عائشة عبد المقصود»، و«قدرية طليمات»؛ ثم أحجمت فتيات مصر عن الطيران بصفة نهائية فلم تدخل مجال الطيران فتاة مصرية منذ عام 1945. وهكذا توالت إنجازات كابتن لطفية، أول كابتن طيار مصرية إلى أن تقاعدت عن الطيران وعينت بمنصب سكرتير عام نادي الطيران المصري، بعدما ساهمت في تأسيسه، وإدارته بكفاءة عالية إلى أن هاجرت إلى سويسرا.

## علاقتها بإيميليا إيرهارت
أما عن علاقتها بأول طيارة في العالم الأمريكية "أميليا إيرهارت"، فصحيح أنهما لم يلتقيا وجهاً لوجه لكن جمعتهما صداقة المراسلات حيث كانا يبعثان لبعضهما بالخطابات يتحدثان عن مغامراتهما في رحلاتهما.

## إنجازات متوالية

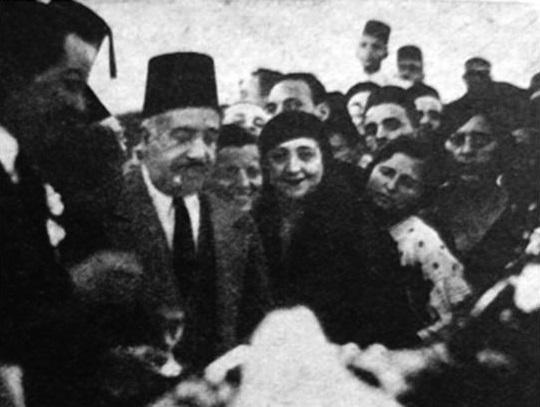
طلعت حرب وهدى شعراوي في 15 أكتوبر 1933 بمطار ألماظة في حفل تكريم لطيفة النادى (والتي يظهر وجهها في الصورة بين «طلعت باشا» و«هدى هانم») كأول طيارة مصرية

لم تتوقف لطفية عن المشاركة في مسابقات الطيران، وكان من بينها سباق دولي أقيم في مصر عام 1937 من القاهرة إلى الواحات اشترك فيها 14 طيارًا وطيارة من مختلف جنسيات العالم، وجاء ترتيب لطفية في المرتبة «الثالثة» بين السيدات المشتركات.

## الوفاة
يذكر إلى أن لطفية لم تتزوج قط، وأنها عاشت جزءًا كبيرًا من حياتها في سويسرا حيث منحت الجنسية السويسرية تكريمًا لها، وتوفيت عن عمر يناهز الخامسة والتسعين في القاهرة عام 2002.

## احتفاء
في عام 1996 تم إنتاج فيلم وثائقي تناول قصة كفاح لطفية النادي بعنوان «الإقلاع من الرمل»، من إخراج وجيه جورج. وفي هذا الفيلم سُئلت عن السبب الحقيقي وراء رغبتها في الطيران، فقالت أنها كانت تريد أن تكون حرة. وفي عام 1997، حصل الفيلم على الجائزة الأولى للمجلس الأعلى للثقافة في سويسرا، وفي 2014 احتفى جوجل في نسخته العربية بوضع صورتها على صفحته الرئيسية في ذكرى مولدها.